# تشيفورين
تعد تشيفورين ،المسماة ايضًا (الرابطة الوطنية للمنظمات النسائية الإقليمية أو الاتحاد الوطني للمنظمات النسائية الإقليمية، حسب زن نيهون تشيكي فوجين دانتاي رينراكو كيجيكاي) أحد أكبر المنظمات النسائية في اليابان، باعتبارها  الهيئة الأم للجماعات النسائية بشكل عام والجماعات المسماة بالفوجيناكي Fujinaki (المجموعات النسائية المحلية). تعمل هذه المنظمة على المستوى الإقليمي وفي اليابان على وجه التحديد حول العديد من القضايا الاجتماعية والسياسية التي تخص المرأة.

## التاريخ

### مرحلة التأسيس
انضمت السيدة شيجري ياماتاكا  لمنظمة تشيفورين منذ بداية تأسيسها عام 1952م، والتي كانت قد شاركت في السابق ضمن جماعات فوجينكاي Fujinkai ( الجماعات النسائية المحلية) مما ساعدها كثيراً للمشاركة في تأسيس هذه المنظمة. حيث وقد كانت فكرة «ريساي كينبو (ryōsai kenbo)»، أي بمعنى الزوجة الصالحة أو الأم الحكيمة، هي أكثر الأفكار التي استند عليها ناشطي المنظمة في عملية التأسيس. فالتحقت بها ملايين النساء بناء على الأفكار المشتركة لتحسين مستوى معيشة المرأة، على الصعيدين الأسري والمجتمعي، والرعاية الاجتماعية.

### أهم أعمالها
قامت منظمة تشيفورين في عام 1955م بالتعاون مع رابطة ربات المنازل بتشكيل حملة الحياة الجديدة للنساء والتي اعتبرتها شيجري ياماتاكا  «حركة النساء بأنفسهن ومن أجل حقوقهن». وكانت هذه الحملة ناتج عن معارضة هذه المنظمة للتعديل الدستوري لفترة ما بعد الحرب والقانون المدني لعام 1948م الذي يجعل من المرأة وأسرتها وممتلكاتها الخاصة تحت التحكم القانوني لبطريرك العائلة.

### توجهات مشتركة
توجهت منظمة تشيفورين، في أواخر الستينات وأوائل السبعينات من القرن العشرين،  للعمل على التغييرات البيئية ومكافحة التلوث. وقد سبق في منتصف الستينات، أعلان كل من تشيفورين والرابطة المسيحية  العالمية للشابات ورابطة الناخبات اليابانيات ونقابة المحاميين النسائية واتحاد الاعتدال المسيحي معارضتهم بشكل مستقل للأسلحة النووية. 